# Bentonitová rohož
Bentonitová rohož je geosyntetické jílové těsnění. Jedná se o materiál sendvičové konstrukce, skládající se ze dvou vrstev geotextilie, mezi nimiž je vázána vrstva aktivovaného bentonitu sodného. Vrchní vrstva této geotextilie je ze tkaného polypropylénu s vysokou pevností, spodní vrstva je tvořena mechanicky vysoce odolnou geotextilií. Obě geotextilie jsou spojeny prošitím.
Bentonitové rohože se používají na izolace dna skládky, zakrytí skládky, stavby kanálů a vodních nádrží nebo k izolaci ochranných nádrží.